# Арнулф от Мец
Арнулф от Мец (на немски: Arnulf von Metz; на френски: Arnoul de Metz, също Saint Arnould, Arnoulf; * 13 август 582, Ле-Сен-Кристоф до Нанси; † 18 юли 640 при Ремирмон) е прародител и домашен Светия на Каролингите. От 614 до 629 г. той е епископ на Мец.

## Живот
През 612 г. по времето на Теодеберт II (595 – 612), кралят на Австразия, той става свещеник, след като жена му влиза в манастир. През 614 г. става епископ на Мец.
През 613 г. той помага заедно с Пипин Ланденски на краля на Неустрия Хлотар II във войната против владетелката на Австразия – кралица Брунхилда. След нейното смъкване от трона Арнулф става съветник в двореца на Хлотар, по-късно през 623 г. e възпитател на неговия 15-годишен син Дагоберт I (под-крал).
През 629 г. Арнулф влиза в манастира Ремирмон във Вогезите, където умира през 640 г. Погребан е първо в Ремирмон, а след това е преместен в църквата Abtei St. Arnulf в Мец.

## Фамилия
Арнулф е женен от 596 г. за Дода от Мец (* ок. 584), дъщеря на Арноалд (епископ на Мец 601 – 609, Светия) и става баща:
- през 610 г. на Хлодулф, епископ на Мец 660 г. и баща на Аунулф
- през 662 г. на Анзегизел, който се жени за Бега, дъщеря на Пипин Ланденски.

Така фамилията Арнулфинги се свързва с фамилията на Пипинидите, която по-късно се нарича Каролинги.
Дядо е на Пипин Ерсталски (688 г. майордом на Австразия), който е баща на Карл Мартел, който е баща на крал Пипин III, който е баща на Карл Велики.